# 1477
Cette page concerne l'année 1477  du calendrier julien.
- Domaine royal
- Possessions de Charles le Téméraire

L'année 1477 est une année commune qui commence un mercredi.

## Événements
- Octobre : début du règne du sultan de Malacca Ala'ud-din Riayat Shah (1477-1488)[2]. Apogée de l'empire maritime de Malacca.
- 17 décembre : incendie de Kyōto[3]. Fin de la guerre d'Ōnin et début de la période Sengoku au Japon (fin en 1568).
- Début du règne de Shō Shin, roi de Ryūkyū (fin en 1526). Il domine l'ensemble de l'archipel qui connait son âge d'or grâce à l'interdiction du commerce extérieur imposé par les Ming.
- Expédition des Mossi jusqu’à Oualata : le roi du Yatenga Nasséré franchit le Niger à la tête des Mossi et ravage les provinces orientales du Songhaï (Bagana) et le territoire du Mali. Le Mali demande en vain une aide militaire aux Portugais. Nasséré marche vers le nord-ouest et s’empare de Oualata qui est pillée (1480)[4]. Il décide alors de revenir sur ses pas et se dirige avec ses troupes vers le sud.

### Europe

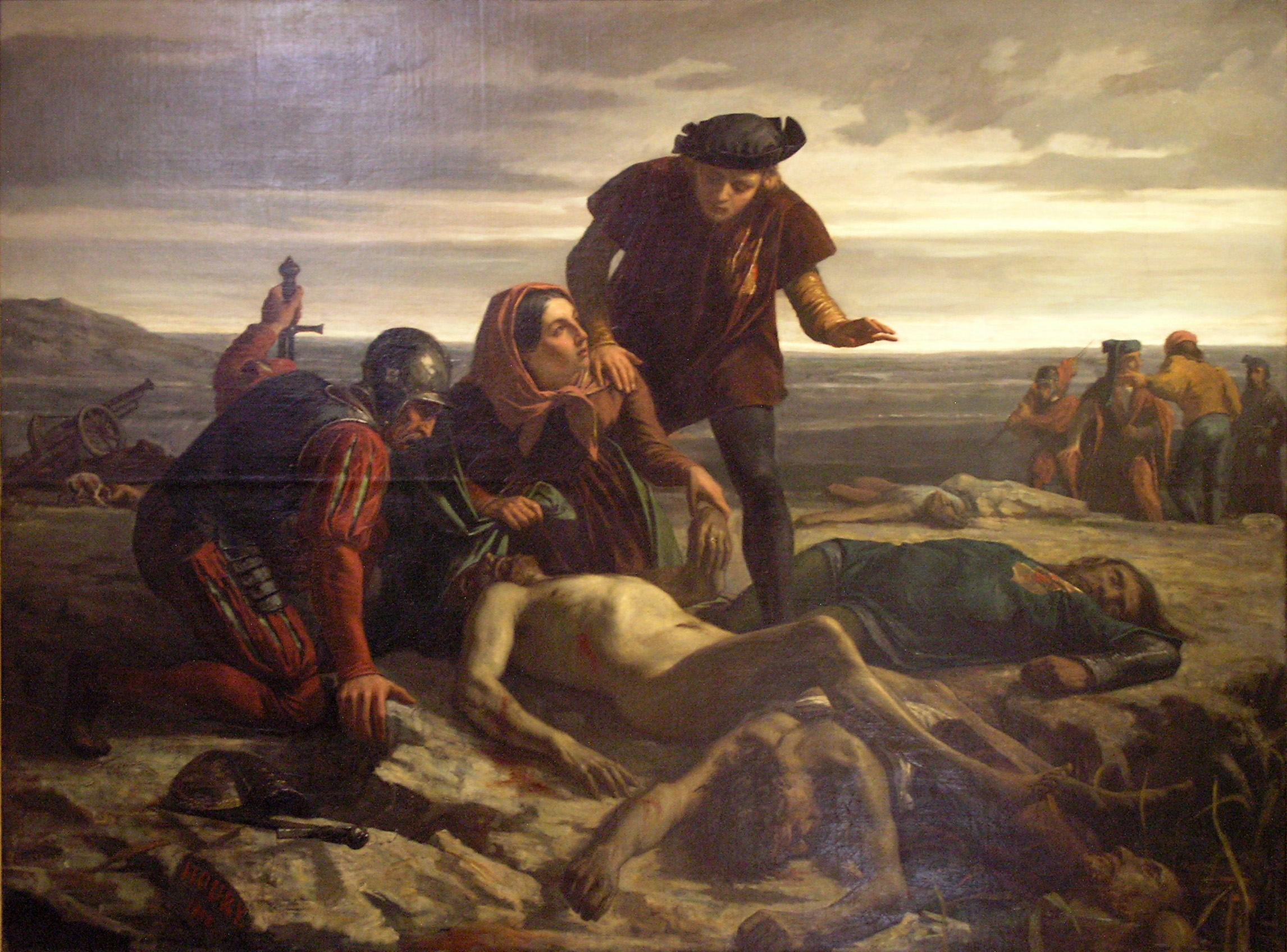
La découverte du corps du Téméraire. Tué à la bataille de Nancy, son corps sera retrouvé quelques jours plus tard, dans la neige, à moitié dévoré par les loups. Cette bataille garantira l'indépendance de la Lorraine face aux Bourguignons.

- 5 janvier : bataille de Nancy. Défaite finale et mort de Charles le Téméraire face à René II de Lorraine[5].
  - Marie de Bourgogne (1457-1482) hérite des Pays-Bas bourguignons.
- 9 janvier : lettre de Louis XI aux Dijonnais[6].
- 29 janvier : les États de Bourgogne jurent obéissance au roi de France. La France annexe le duché de Bourgogne, les comtés d'Auxerre et de Mâcon, le Charollais, Château-Chinon et Bar-sur-Seine[7].
- 1er février : les troupes françaises entrent à Dijon[8].
- 11 février : Marie de Bourgogne doit signer le Grand Privilège à la suite de la révolte de Gand[5].
- 18 février : soumission de la Franche-Comté par le roi de France[7].
- 27 février : fondation de l’université d'Uppsala par une bulle du pape Sixte IV[9].
- Février : voyage de Christophe Colomb dans le septentrion atlantique (Islande) comme passager d’un morutier. Il est conforté dans son dessein de gagner les Indes par l’ouest[10].
- Février - mars : soumission de la Picardie, du Ponthieu et de l'Artois par le roi de France[7]. Récupération des villes de la Somme (Abbeville).
- 16 mars : révolte à Gênes contre la domination des ducs de Milan conduite par les Fieschi[11].
- 18 mars : création du Parlement de Dijon[7].
- Printemps : troubles urbains au Puy. Huit cents personnes sont jugées[12].
- 30 avril : Prosper Adorno rétablit à Gênes l'autorité limitée du duc de Milan[13]. Il est nommé gouverneur (fin en 1478).
- 28 et 30 juin : les Flamands sont battus devant Tournai par les Bourguignons[7].
- 29 juin : séisme important en Auvergne, dans la région de Clermont-Ferrand[14].
- 24 juillet[15] : Isabelle de Castille entre à Séville où elle séjourne pendant plus d’un an, jusqu’à décembre 1478[16]. Fin de la guerre civile en Castille.
- 4 août, France :  le duc de Nemours, alias « pauvre Jacques » est décapité pour sa complicité avec le comte de Saint-Pol[7].
- 18 août : mariage à Gand de Maximilien d'Autriche avec Marie de Bourgogne qui apporte à son époux la Bourgogne et les Pays-Bas[7]. Ils résistent aux ambitions des Français grâce au soutien des États Généraux des Pays-Bas acquis au prix de la reconnaissance des libertés locales (Grand Privilège).
- 3 septembre : à Rome, Sixte IV transporte le marché central du Capitole à la place Navone, sur l’emplacement du cirque de Domitien[17].
- Octobre : les Ottomans ravagent l’Istrie et le Frioul et poussent jusqu’à Venise avant de se retirer (2 novembre)[18].
- 30 novembre-1er décembre : paix de Korneubourg entre Mathias Corvin et Frédéric III de Habsbourg[19]. Corvin, qui a mis le siège devant Vienne, ne se retire que devant les injonctions du pape.
- Louis XI perfectionne le système postal royal en France (relais tous les 30 km)[20].
- Thierry d'Isembourg, archevêque et prince-électeur de Mayence, fonde l'université de Mayence, approuvée par le pape Sixte IV.

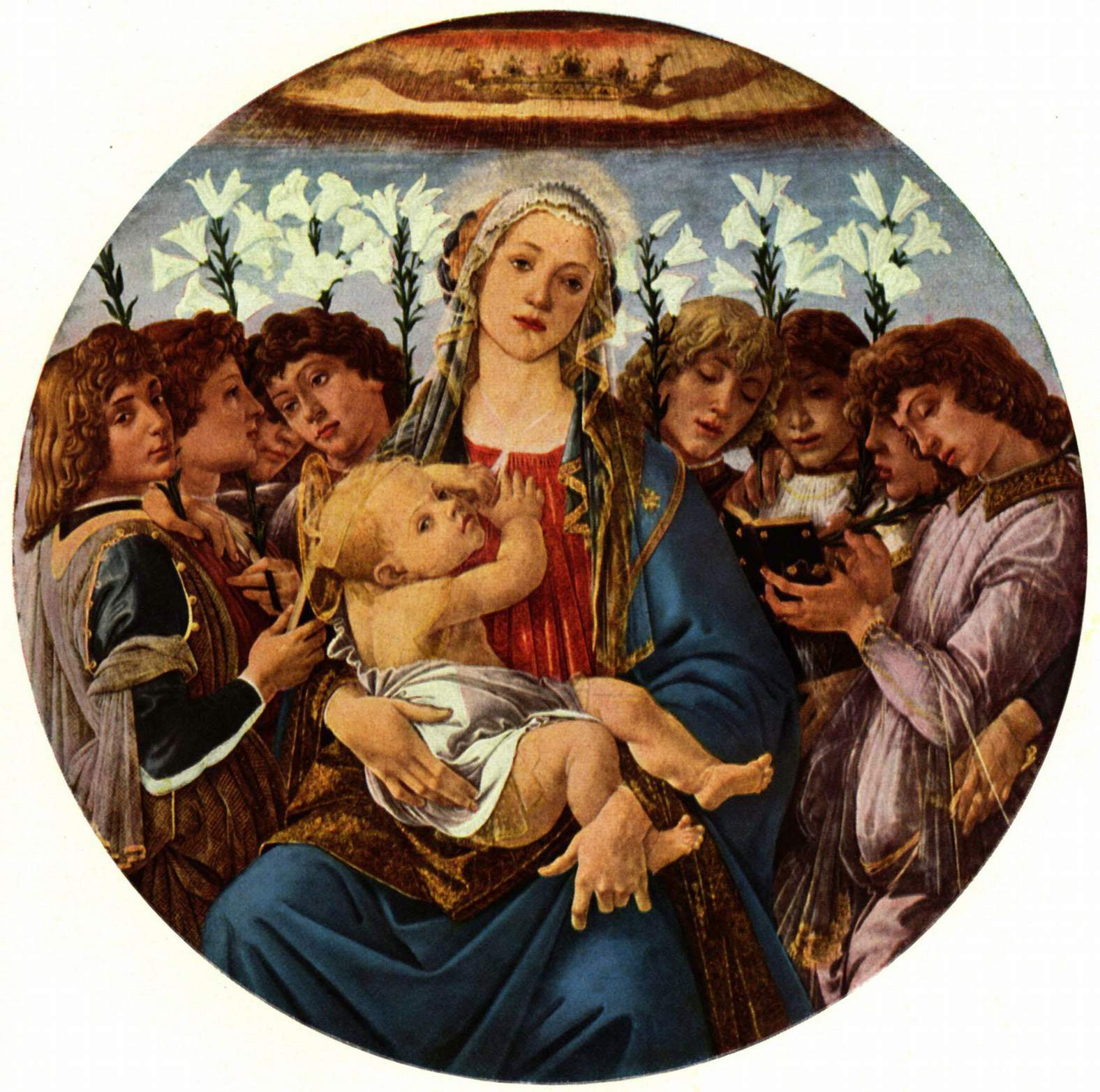
Madone de Sandro Botticelli.

## Naissances en 1477
- 25 janvier : Anne de Bretagne, duchesse de Bretagne (1488-1514), archiduchesse d'Autriche et reine de Romains (1490) puis reine de France (1491-1498) puis (1499-1514), reine de Sicile et de Jérusalem, duchesse de Milan († 9 janvier 1514).
- 12 juillet : Jacopo Sadoleto, cardinal italien, humaniste et écrivain de la Renaissance († 18 octobre 1547).
- Date précise inconnue :
  - Giorgio Zorzi dit Giorgione, peintre italien († 1510).
  - Giovanni Antonio Bazzi dit Le Sodoma, peintre italien († 14 février 1549).
  - Lü Ji, peintre chinois († ?).
  - Shwenankyawshin, dernier roi birman d'Ava († 1527).

## Décès en 1477
- 5 janvier : Charles le Téméraire, duc de Bourgogne,
- 12 novembre : Pier Candido Decembrio, humaniste et homme d'État italien. (° 24 octobre 1399).